# 皮德莫納斯特羅克 (德羅霍貝奇區)
49°21′35″N 23°14′21″E / 49.35972°N 23.23917°E
皮德莫納斯特羅克（羅馬化：Pidmonastyrok）是烏克蘭的村落，位於該國西部利沃夫州，由德羅霍貝奇區負責管轄，始建於1520年，面積0.56平方公里，2001年人口198，人口密度每平方公里354.2人。